# Джонатан Дейтон
Дейтон Джонатан (англ. Jonathan Dayton; 16 жовтня 1760, Елізабет — 9 жовтня 1824, там само) — американський політик з Нью-Джерсі, наймолодший з тих, хто підписав Конституцію.

## Біографія
По закінченні Коледжу Нью-Джерсі вступив до Континентальної армії. Після війни вивчав право та адвокатував. Служив у законодавчому органі Нью-Джерсі. Дейтона обрали делегатом на Філадельфійський конвент через те, що його батько та інший кандидат вирішили туди не їхати. Брав участь у дебатах і підписав Конституцію, попри несприйняття окремих статей. Пізніше обирався до Палати представників і Сенату.